# Naissance en 1001
Naissance
- 997
- 998
- 999
- 1000
- 1001
- 1002
- 1003
- 1004
- 1005

Cette page dresse une liste de personnalités nées au cours de l'année 1001 :
- Abd al-Rahman V, calife omeyyade de Cordoue.
- Al-Qa'im, calife abbasside
- Duncan Ier, roi d'Écosse.
- Godwin de Wessex, noble anglo-saxon.
- Herluin de Conteville, seigneur normand.
- Ingigerd de Suède, princesse de Suède.
- Robert de Turlande, religieux puis saint catholique français.

- 29 mars : Sokkate (en), roi de Pagan.